# 增強型地熱系統

增強型地熱系統示意圖：1.儲水池，2.水泵房，3.熱交換器，4.發電機房，5.生產井，6.注入井，7.廢熱提供區域熱水，8.多孔沉積物，9.觀測井，10.結晶基岩

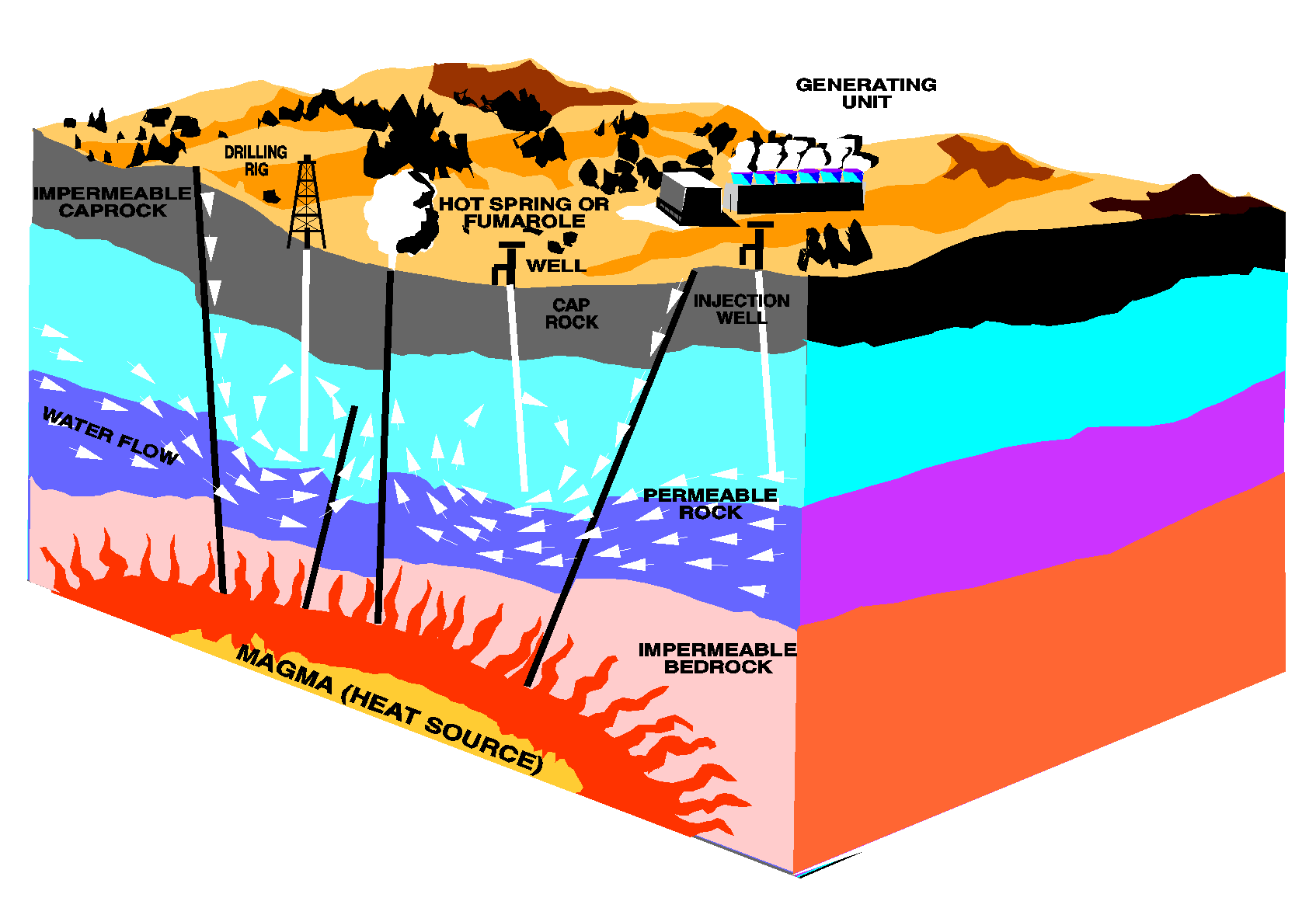
地熱能應用示意

增強型地熱系統（英語：Enhanced Geothermal System，EGS）應用於地下水源不足，或是流通性較差的地熱來源，於一端注入冷水並吸收地底的熱量後，由另一端抽出。「增強型地熱系統」（EGS）除了可以擴大地熱能的應用範疇，開發難以直接取出地下水源的場域，並可作為傳統型直接抽出地下水的地熱來源，在營運後期增進產能的方式。

## 概述
傳統的地熱能使用方式為直接抽出地下的熱水加以利用，這適合地下水源充足，且地下水流通性良好的地熱地層。但是，有許多地點地層擁有良好熱源，但是受限於地下水源不足，或是地下水流通性較差，因此無法用傳統的方式開採地熱。「增強型地熱系統」（EGS）將冷水注入地層中，讓地層中的裂隙擴大，這樣的過程稱為「水力剪切」（hydro-shearing），這可以增強該地層中地下水的流通性。並透過水作為介質，吸取地下岩層的熱能，於合適地點再將加熱後的水取出，這樣的方式可充分利用原先地下水源不足的地熱源，並且透過持續補充冷水可延長地熱源的使用壽命。
「增強型地熱系統」（EGS）可以作為每天24小時發電的基載電力。EGS與傳統直接抽水型比較，可選擇場址的限制性較少，主要是考量鑽探深度與成本的對應關係。EGS理想的地點為上方有花崗岩覆蓋的沉積層，這可以減緩熱能的流失。依據現有技術，EGS電廠的壽命預計為20～30年。

### 技術難度
EGS必須將冷水注入地層，並使地層裂隙擴大，但掌握裂隙的方向與裂開的程度為主要技術挑戰。過與不及均可能導致無法回收源先注入的水。一般會經由精密的地層測量，並以電腦模擬裂開的狀況來輔助施作。

### 誘發地震
EGS將水注入地層，使地層裂隙擴大，無可避免有可能會「誘發地震」（Induced seismicity）。根據澳洲政府的說法：「與自然地震相比，EGS水力壓裂引起的地震風險較低，可以通過認真管理和監測來降低機率與地震規模，不應將可能誘發地震其視為EGS進一步發展的障礙」，但仍提醒誘發地震的風險因地點而異，應在開始大規模注水之前審慎評估。

## 各國發展狀況
目前各國EGS發展多在研發與小規模驗證階段，例如歐盟在法國蘇茨蘇福雷（法語：Soultz-sous-Forêts）有一個1.5MW的示範電廠計畫，英國康瓦耳有一個3MW的示範電廠計畫。美國在新墨西哥州Fenton Hill由洛斯阿拉莫斯國家實驗室進行全球第一個EGS試驗。2014年2月，美國能源部宣布將成立「地熱能研究先鋒觀測站」（Frontier Observatory for Research in Geothermal Energy，FORGE），以作為專項研究EGS的實驗室。韓國在2010年12月啟動浦項EGS計畫，目標是建立1MW的EGS示範電廠。